# Gaetano I Sforza Cesarini, II principe di Genzano
Gaetano I Sforza Cesarini, II principe di Genzano, XIX conte di Santa Fiora (Roma, 16 giugno 1674 – Roma, 9 ottobre 1727), è stato un principe italiano.

## Biografia
Nato a Roma il 16 giugno 1674, Gaetano era figlio di Federico III Sforza di Santa Fiora, I principe di Genzano e XVIII conte di Santa Fiora, e di sua moglie Livia Cesarini.
Ancora giovanissimo, alla morte di sua nonna Margherita Savelli nel 1690, secondo le disposizioni testamentarie del suo prozio, Giulio Savelli, III principe di Albano, succedette ad una parte del fidecommesso della famiglia Savelli che, estintasi in linea maschile, aveva ottenuto di passare gran parte dei propri beni e feudi alla famiglia dei conti di Santa Fiora. Egli divenne così conte di Celano, barone di Pescina, signore di San Rufino, di San Benedetto dei Marsi, di Aschi, di Cocullo, di Venere, di Cerchio, di Lecce dei Marsi, di Biseglia, di San Sebastiano, di Sperone, di Ortucchio, di Torrimpietra, di Palidoro, di Tor Lupara, di Grotta Scrofana, di Montana, di Stazzano e di Castel Cretone oltre che signore di Stirpe e patrizio di Ancona.
Alla morte di suo padre nel 1712, poi, gli succedette come secondo principe di Genzano e conte di Santa Fiora, mantenendo la reggenza sino alla propria morte.
Morì a Roma il 9 ottobre 1727.

## Matrimonio e figli
Gaetano I sposò a Roma il 24 giugno 1703 Vittoria Conti (m. 1743), figlia di Giuseppe Lotario Conti, VI duca di Poli e Guadagnolo e di Lucrezia Colonna di Paliano. Da questo matrimonio nacquero:
- Sforza Giuseppe I (1705 - 1744), III principe di Genzano, sposò Maria Francesca Giustiniani
- Ascanio (morto infante)
- Renata (morta infante)
- Margherita (21 aprile 1710 - 11 agosto 1740), ricordata per l'animo ardimentoso e gli scontri con Papa Innocenzo XIII, suo prozio; sposò il 1° aprile 1726 Valerio Publicola Santacroce, II duca di Oliveto (1701-1768)

## Albero genealogico
|                                                       |                                                     |                                            | Genitori                                         |  |  | Nonni |  |  | Bisnonni                                                                    |  |  | Trisnonni                              |  |
|                                                       |                                                     |                                            |                                                  |  |  |       |  |  | Alessandro Sforza di Santa Fiora, XII conte di Santa Fiora, I duca di Segni |  |  | Federico Sforza, signore di Valmontone |  |
|                                                       |                                                     |                                            |                                                  |  |  |       |  |  | Alessandro Sforza di Santa Fiora, XII conte di Santa Fiora, I duca di Segni |  |  | Federico Sforza, signore di Valmontone |  |
|                                                       |                                                     | Beatrice Orsini di San Gemini              |                                                  |  |  |       |  |  | Alessandro Sforza di Santa Fiora, XII conte di Santa Fiora, I duca di Segni |  |  |                                        |  |
| Paolo II Sforza di Proceno                            |                                                     |                                            |                                                  |  |  |       |  |  | Alessandro Sforza di Santa Fiora, XII conte di Santa Fiora, I duca di Segni |  |  |                                        |  |
|                                                       |                                                     | Eleonora Orsini di Bracciano               | Paolo Giordano I Orsini, I duca di Bracciano     |  |  |       |  |  |                                                                             |  |  |                                        |  |
|                                                       |                                                     | Eleonora Orsini di Bracciano               | Paolo Giordano I Orsini, I duca di Bracciano     |  |  |       |  |  |                                                                             |  |  |                                        |  |
|                                                       |                                                     | Eleonora Orsini di Bracciano               | Isabella de' Medici                              |  |  |       |  |  |                                                                             |  |  |                                        |  |
| Federico Sforza di Santa Fiora, I principe di Genzano |                                                     | Eleonora Orsini di Bracciano               |                                                  |  |  |       |  |  |                                                                             |  |  |                                        |  |
|                                                       |                                                     | Federico Cesi, II duca di Acquasparta      | Federrico Cesi, I duca di Acquasparta            |  |  |       |  |  |                                                                             |  |  |                                        |  |
|                                                       |                                                     | Federico Cesi, II duca di Acquasparta      | Federrico Cesi, I duca di Acquasparta            |  |  |       |  |  |                                                                             |  |  |                                        |  |
|                                                       |                                                     | Federico Cesi, II duca di Acquasparta      | Olimpia Orsini                                   |  |  |       |  |  |                                                                             |  |  |                                        |  |
| Olimpia Cesi                                          |                                                     | Federico Cesi, II duca di Acquasparta      |                                                  |  |  |       |  |  |                                                                             |  |  |                                        |  |
|                                                       |                                                     | Isabella Salviati                          | Lorenzo Salviati, marchese di Giuliano           |  |  |       |  |  |                                                                             |  |  |                                        |  |
|                                                       |                                                     | Isabella Salviati                          | Lorenzo Salviati, marchese di Giuliano           |  |  |       |  |  |                                                                             |  |  |                                        |  |
|                                                       |                                                     | Isabella Salviati                          | Maddalena Strozzi                                |  |  |       |  |  |                                                                             |  |  |                                        |  |
| Gaetano I Sforza Cesarini, II principe di Genzano     |                                                     | Isabella Salviati                          |                                                  |  |  |       |  |  |                                                                             |  |  |                                        |  |
|                                                       | Giovanni Giorgio II Cesarini, II duca di Civitanova | Giuliano II Cesarini, I duca di Civitanova |                                                  |  |  |       |  |  |                                                                             |  |  |                                        |  |
|                                                       | Giovanni Giorgio II Cesarini, II duca di Civitanova | Giuliano II Cesarini, I duca di Civitanova |                                                  |  |  |       |  |  |                                                                             |  |  |                                        |  |
|                                                       | Giovanni Giorgio II Cesarini, II duca di Civitanova | Livia Orsini                               |                                                  |  |  |       |  |  |                                                                             |  |  |                                        |  |
| Giuliano III Cesarini, III duca di Civitanova         | Giovanni Giorgio II Cesarini, II duca di Civitanova |                                            |                                                  |  |  |       |  |  |                                                                             |  |  |                                        |  |
|                                                       |                                                     | Cornelia Caetani                           | Filippo Caetani, VII duca di Sermoneta           |  |  |       |  |  |                                                                             |  |  |                                        |  |
|                                                       |                                                     | Cornelia Caetani                           | Filippo Caetani, VII duca di Sermoneta           |  |  |       |  |  |                                                                             |  |  |                                        |  |
|                                                       |                                                     | Cornelia Caetani                           | Camilla Caetani dell'Aquila                      |  |  |       |  |  |                                                                             |  |  |                                        |  |
| Livia Cesarini                                        |                                                     | Cornelia Caetani                           |                                                  |  |  |       |  |  |                                                                             |  |  |                                        |  |
|                                                       |                                                     | Bernardino Savelli, II principe di Albano  | Paolo Savelli, I principe di Albano              |  |  |       |  |  |                                                                             |  |  |                                        |  |
|                                                       |                                                     | Bernardino Savelli, II principe di Albano  | Paolo Savelli, I principe di Albano              |  |  |       |  |  |                                                                             |  |  |                                        |  |
|                                                       |                                                     | Bernardino Savelli, II principe di Albano  | Caterina Savelli di Ariccia                      |  |  |       |  |  |                                                                             |  |  |                                        |  |
| Margherita Savelli                                    |                                                     | Bernardino Savelli, II principe di Albano  |                                                  |  |  |       |  |  |                                                                             |  |  |                                        |  |
|                                                       |                                                     | Maria Felice Peretti Damasceni             | Michele Damasceni Peretti, I principe di Venafro |  |  |       |  |  |                                                                             |  |  |                                        |  |
|                                                       |                                                     | Maria Felice Peretti Damasceni             | Michele Damasceni Peretti, I principe di Venafro |  |  |       |  |  |                                                                             |  |  |                                        |  |
|                                                       |                                                     | Maria Felice Peretti Damasceni             | Margherita Cavazzi della Somaglia                |  |  |       |  |  |                                                                             |  |  |                                        |  |
|                                                       |                                                     | Maria Felice Peretti Damasceni             |                                                  |  |  |       |  |  |                                                                             |  |  |                                        |  |